# Ètica de la terraformació

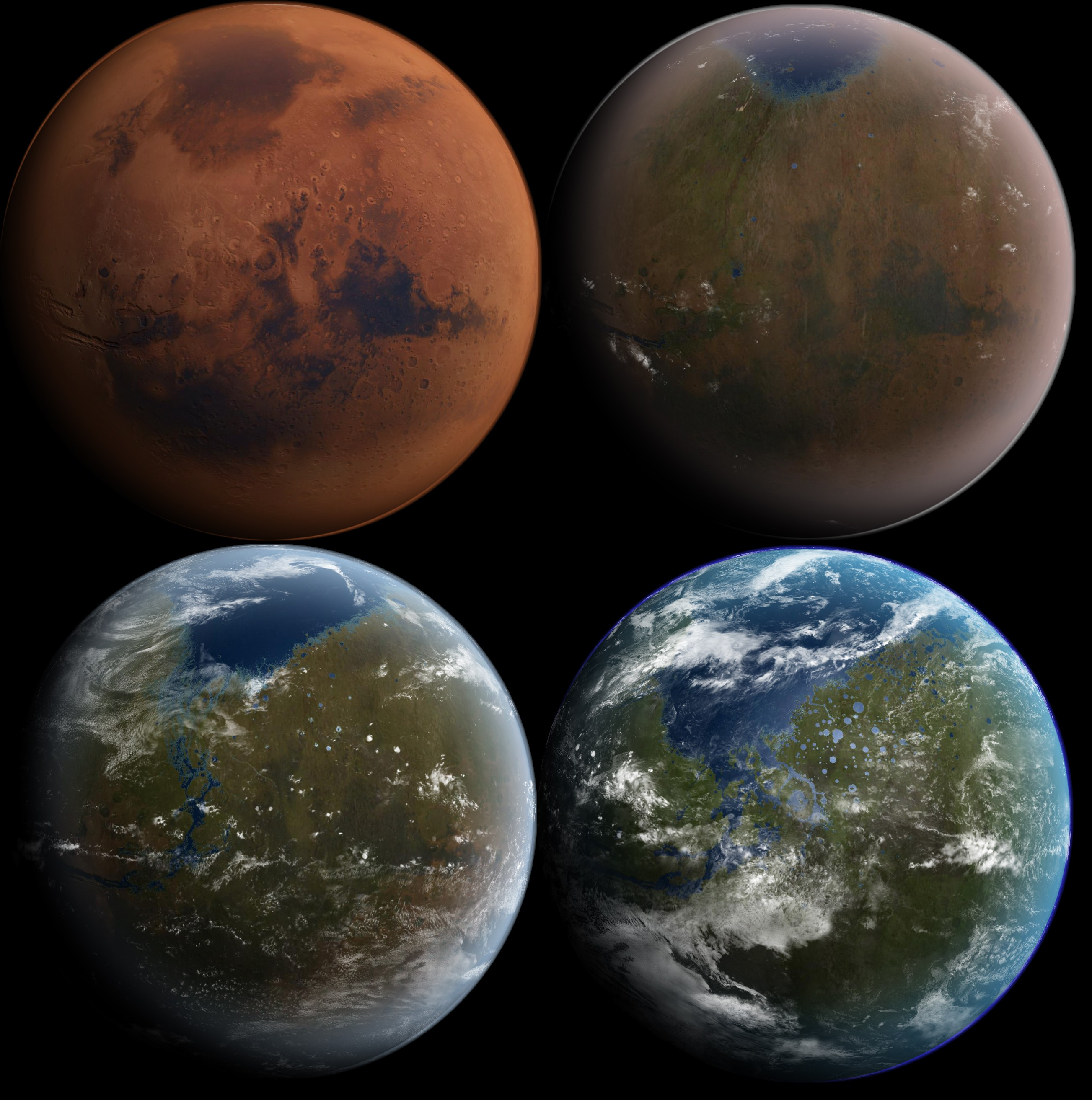
Concepció artística del procés de terraformació de Mart.

L'ètica de la terraformació ha constituït un debat filosòfic en biologia, ecologia i ètica ambiental pel que fa a la terraformació d'altres mons en esforç ètic.

## Suport
En el grup dels qui se situen a favor de l'argument de la terraformació, hi ha aquells que, com Robert Zubrin i Richard L. S. Taylor, creuen que és obligació moral de la humanitat fer altres mons adequats per a la vida terrestre, com una continuació de la història de la vida de la transformació dels ambients que envolten a la Terra. També assenyalen que la Terra finalment serà destruïda com la naturalesa segueixi el seu curs, de manera que la humanitat s'enfronta a una elecció a molt llarg termini entre terraformar altres mons, o permetre que tota la vida terrestre acabi en vies d'extinció. El Dr Zubrin sosté que, fins i tot si sorgissin microbis natius a Mart, per exemple, el fet que no hagin superat l'etapa de microbi en aquest punt (a la meitat del temps de vida del Sol) és un fort indicador que mai no ho faran; i que si hi ha vida microbiana a Mart, està probablement relacionat amb la vida de la Terra a través d'un origen comú en un dels dos planetes, que es va estendre a l'altra com un exemple de panspermia. Com que la vida de Mart ja no seria fonamentalment relacionada amb la vida terrestre, no seria únic, i la competència amb la vida no seria fonamentalment diferent de competir contra els microbis de la Terra.
Robert Zubrin resumeix aquest punt de vista:
«Algunes persones consideren que la idea de terraformar Mart és herètica - la humanitat jugant a ser Déu. No obstant això, altres veuen en aquest èxit la reivindicació més profunda de la naturalesa divina de l'esperit humà, exercit en la seva forma més elevada de portar un món mort a la vida. La majoria de les simpaties estan amb l'últim grup. De fet, jo aniria més lluny. Jo diria que la manca de terraformar Mart constitueix un error a l'altura de la nostra naturalesa humana, i una traïció a la nostra responsabilitat com a membres de la comunitat de la vida mateixa. Avui en dia, la biosfera vivent té el potencial d'ampliar el seu abast per abastar un món completament nou. Els éssers humans, amb la seva intel·ligència i la tecnologia, són els únics mitjans que la biosfera ha desenvolupat perquè pugui fer aquesta apropiació de terres, el primer entre molts. Incomptables éssers han viscut i mort per transformar la Terra en un lloc que podria crear i permetre l'existència humana. Ara és el nostre torn de fer la nostra part.» (Èmfasi de l'original.)
Richard Taylor exemplifica més succintament aquest punt de vista amb el lema, “moveu-vos sobre del microbi”.
Alguns crítics etiqueten aquest argument com un exemple d'antropocentrisme. Aquestes crítiques poden mostrar el punt de vista homocèntric, ja que no és només geocèntric però sí de poca visió de futur, i que tendeix a afavorir els interessos humans en perjudici dels sistemes ecològics. S'argumenta que un enfocament impulsat antropocèntricament podria dur a l'extinció de la vida extraterrestre indígena.

Martyn J. Fogg va refutar aquestes idees en delinear quatre raons potencials sobre les quals avaluar l'ètica de la terraformació —antropocentrisme, zoocentrisme, ecocentrisme i preservacionisme— que formen, aproximadament, un espectre que va des de la col·locació de més valor en la utilitat humana per posicionar el major valor en la preservació de la natura. En concloure que els arguments per a la protecció de la biologia extraterrestre pot ser de qualsevol d'aquests punts de vista, també s'arriba a la conclusió d'un argument, similar a la d'en Zubrin, que el preservacionisme estricte és insostenible, ja que «se suposa que la consciència humana, la creativitat, la cultura i la tecnologia es realitza en la natura, en lloc d'haver estat un producte de la selecció natural. Si el Homo sapiens és el primer estat d'espècies que camina que han evolucionat a la Terra, la solució d'aquest estat no implicaria actuar 'fora de la natura', però sí legítimament 'dins de la nostra naturalesa.'»

## Crítica
Els ecocentristes com Richard Sylvan senten que hi ha un valor intrínsec a la vida, i tractar de conservar l'existència de les formes de vida autòctones. Aquesta idea es refereix generalment com a biocentrisme. En resposta a aquestes objeccions, l'antropocentrisme dèbil incorpora l'ètica biocèntrica, tenint en compte els diversos graus de terraformació.
Christopher McKay deixa anar un argument entre aquestes dues, el que pot denominar ecocentrisme feble, proposant que una biosfera sencera de la vida extraterrestre, encara que fos vida microbiana, té molt més valor que els microbis individuals, i no ha d'estar afectada per interferències per la vida a la Terra. No obstant això, també va proposar que seria útil i convenient per terraformar un planeta per alimentar la vida extraterrestre, perquè pugui prosperar, així com per exhibir una gamma més àmplia de comportament per a l'estudi científic, i que aquesta activitat és en última instància justificada pel valor utilitari per a l'ésser humà de poder estudiar i apreciar que la vida extraterrestre segueixi coeixistint sense ser molestada.
McKay posar els seus punts de vista amb aquestes paraules:
"Si descobrim organismes vius o latents a Mart i aquestes formes representen un tipus de vida diferent de la vida que tenim a la Terra, llavors no hauríem de donar vida des de la Terra a Mart. En el seu lloc, hauríem d'alterar l'entorn marcià perquè aquest natiu de vida marciana es pugui expandir per omplir una biosfera a escala planetària. ...
"...és essencial per mantenir la distinció categòrica entre matar microorganismes individuals i l'extinció de tot un sistema de vida alternatiu. No hi ha cap argument lògic contra la destrucció dels microorganismes, ja sigui per a la investigació, metges, sanitaris, o fins i tot per motius casuals. No obstant això […] no se seria lògic destruir o desplaçar el primer exemple de la vida fora de la Terra encara que els únics exemples de vida siguin microscòpics. ...
"Si terraformem Mart per permetre l'expansió d'aquesta vida, que llavors s'obtindria els màxims beneficis, de l'estudi científic d'aquesta forma de vida i el seu desenvolupament en una biosfera completa a escala global. També es vol gaudir dels beneficis científics i estètics de la vida en un sistema biològicament més ric que el sistema solar."
Fins i tot això pot "ajudar" a ser vist com un tipus de terraformació a la més estricta d'ecocentristes, que dirien que tota vida té el dret de la seva pròpia biosfera, per evolucionar al seu propi ritme i la seva pròpia direcció, lliure de qualsevol interferència externa. En cas contrari, l'impacte de l'espècie humana en els mons verges i la possible interferència o eliminació de les formes de vida extraterrestres, són bones raons per deixar aquests altres mons en el seu estat natural, el que és un exemple d'una visió fortament biocèntrica, o una ètica centrada en l'objecte. Els crítics afirmen que aquesta és una forma d'anti-humanisme i afirmen que les roques i els bacteris no poden tenir drets, ni el descobriment de vida extraterrestre evitaria la terraformació.
Els pragmàtics argumenten que la humanitat en altres planetes és sociològicament impràctica. La base és que el fet d'estar en un altre planeta no canviaria la naturalesa humana, pel que no passaria molt temps fins que la contaminació i la destrucció de la humanitat comencés, i en un planeta probablement només es coneix la pau des de la seva formació. La vida a la Terra en última instància, podria ser destruïda per impactes planetaris o per la fase de gegant vermella del Sol, totes les espècies natives es perdran si no se'ls permet moure a altres cossos celestes, o a l'espai segur.
Alguns defensors del benestar dels animals han assenyalat les qüestions ètiques relacionades amb la difusió de la Terra, basada en la vida dels animals salvatges després de la terraformació. En particular, afirmen que pot ser èticament inacceptable posar en nombres grans existència d'animals que pateixen molt durant les seves curtes vides, sovint, en la naturalesa. També hi ha la preocupació que, fins i tot amb terraformació completa, clares diferències entre la Terra i Mart, com ara la gravetat, la longitud del dia i els cicles nocturns diferents amb la falta de camps magnètics, podrien causar danys a moltes espècies introduïdes que han evolucionat durant milions d'anys sota condicions de la Terra. Encara que algunes espècies poden sobreviure i altres possiblement es podrien adaptar a través de la modificació genètica, però si les espècies introduïdes fossin aïllades a Mart i sovint es creuen amb contraparts terrestres, les espècies eventualment evolucionarien a través de moltes generacions, amb la finalitat d'adaptar-se millor al seu nou entorn, possiblement donant lloc a diferents línies evolutives. Així, la vida pot arribar a introduir-se i actuar de manera molt diferent dels seus homòlegs terrestres i o dels avantpassats.
Un altre aspecte de l'ètica de terraformació tracta un extrem oposat en aquest debat. La terraformació podria ser vista com una pèrdua potencial de materials preciosos, a la llum dels usos alternatius. Els crítics creuen que seria bo restringir el potencial de creixement de la humanitat mitjançant l'encapsulació de material a l'interior d'un objecte astronòmic. Quan la superfície és terraformada i la gent ha fixat la seva residència allà, tot el material interior que es necessita per mantenir el potencial de gravetat màxima per als habitants. Si tot el material fos utilitzat per produir els sistemes d'habilitabilitat espacial, es podria augmentar el nombre de persones.

## Perspectives de futur
El contrast entre aquests arguments són totalment explorats en el camp de l'ètica ambiental. Alguns investigadors suggereixen que ambdós paradigmes necessiten madurar, l'ètica cosmocèntrica que incorpora el valor (desconegut) de la vida extraterrestre amb els valors de la humanitat i totes les coses en l'univers. Aquests debats sovint se centren en la quantitat de temps i esforç, que ha de ser invertit a investigar la possibilitat d'una vida microscòpica en un planeta abans de decidir per terraformar, i quin nivell de sofisticació o de les possibilitats de vida extraterrestre de desenvolupament futur mereixeria diferents nivells de compromís amb la no-interferència. Aquests debats han estat realitzats entre Zubrin i McKay i altres, en diverses conferències de la Mars Society, que ha fet dels registres escrits i en vídeo dels debats disponibles. Per exemple, un informe escrit d'alguns d'aquests debats està disponible a On to Mars: Colonizing a New World, com un article conjunt de "Do Indigenous Martian Bacteria have Precedence over Human Exploration?" (pàgs. 177–182)

## Ètica de la terraformació en la ficció
Les primeres pautes per donar peu a l'ètica en la terraformació recauen en històries de ficció, com és el cas de la Triologia marciana per Kim Stanley Robinson, particularment entre els personatges Ann Clayborne i Sax Russell, ja que Clayborne personifica una ètica ecocèntrica de no ingerència i Russell incorpora la creença antropocèntrica en la virtut de la terraformació.
La idea de la colonització interplanetària i les seves implicacions ètiques, també s'exploren per C.S. Lewis en el primer llibre de la seva trilogia espacial de Out of the Silent Planet publicat el 1938.
L'argument de la pel·lícula de 1982 Star Trek 2: La còlera del Khan es basa en l'ús de l'anomenat "Dispositiu Gènesi" per crear les condicions orgàniques per a la vida en planetes sense vida anteriorment. En el debat sobre l'ètica del dispositiu, el Doctor McCoy, l'Spock i el Capità Kirk reflexionen sobre la capacitat del dispositiu per reemplaçar les formes de vida existents amb "la seva nova matriu". En McCoy descriu l'ètica del dispositiu en els següents termes: "Segons la Bíblia, Déu va crear la terra en sis dies. Ara vés amb compte - aquí ve el Gènesi! Nosaltres ho farem per vostè en sis minuts!" La tecnologia es mostra deficient en la continuació de la pel·lícula de 1984, Star Trek 3: A la recerca de Spock
En Star Trek: La nova generació (ST:TNG) tracta la terraformació. En l'episodi: Home Soil, els terraformadors estan causant danys a les formes de vida natives a Velara III, amb conseqüències desastroses.
En la novel·la Revelation Space per Alastair Reynolds, hi va haver una disputa política a la colònia humana d'un planeta fictici anomenat Resurgam, entre una facció que estaven a favor de la terraformació del planeta i una altra facció d'arqueòlegs que estaven en contra de la terraformació, a causa, d'una banda, del descobriment de les restes d'una civilització extingida extraterrestre al planeta i, de l'altra, al temor que qualsevol intent de terraformar el planeta seria destruir els artefactes valuosos que encara estarien enterrats sota terra.
L'ètica de la terraformació, així com la colonització de l'espai profund, són temes recurrents a Firefly, en el qual es comparen les qüestions d'expansionisme i imperialisme del Far West americà.